# Trans Thüringia

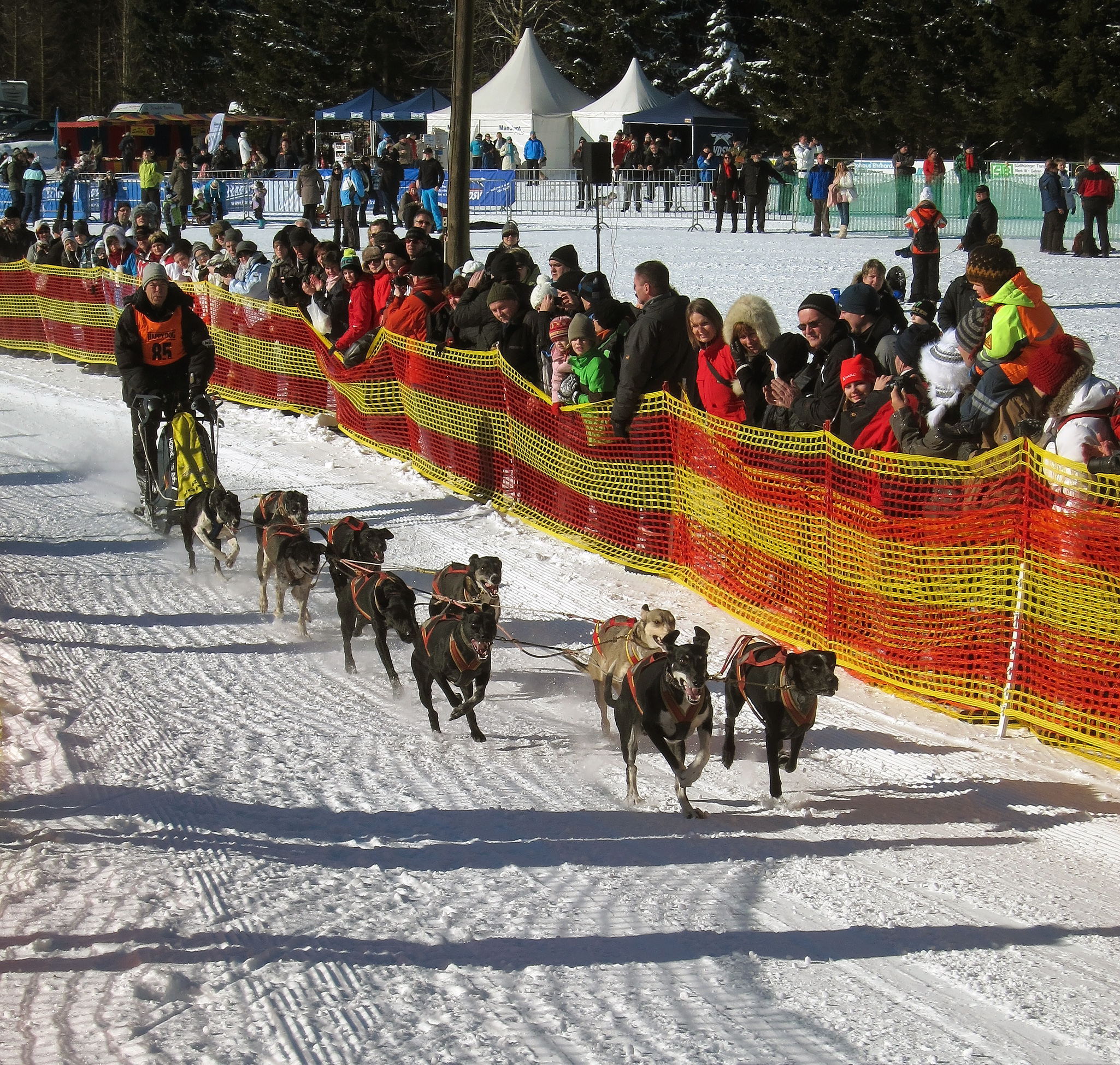
Trans Thüringia 2012

Die Trans Thüringia ist das längste Hundeschlittenrennen in Mitteleuropa. Das erste Rennen fand 1995 statt. Der Austragungsort ist der Rennsteig im Thüringer Wald. Die Streckenlänge ist variabel in 4 Etappen aufgeteilt.
In den Jahren 2000, 2001, 2002, 2007, 2008, 2011, 2014, 2016, 2018 und 2020 musste das Rennen aufgrund von Schneemangel abgesagt werden. 2021, 2022 wurde das Rennen infolge der COVID-19-Pandemie abgesagt. Aufgrund eines Todesfall in einer Familie des Organstionsstabes wurde das Rennen 2023 abgesagt.

## Jahr, Streckenlänge  und Anzahl der Teilnehmer
- 1995  330 Kilometer   140
- 1996  255 Kilometer   90
- 1997  155 Kilometer   80
- 1998  301 Kilometer   50
- 1999  412 Kilometer   80
- 2003  375 Kilometer   32
- 2004  180 Kilometer   53
- 2005  375 Kilometer   70
- 2006  380 Kilometer
- 2009  212 Kilometer   65 erstmals Teil der WSA Distance Europameisterschaft
- 2010  246 Kilometer
- 2012  252 Kilometer
- 2013  260 Kilometer
- 2015  265 Kilometer   52
- 2017  261 Kilometer   41
- 2019  175 Kilometer   30